# Gare de Berlin-Charlottenbourg
La gare de Berlin-Charlottenbourg (en allemand : Bahnhof Berlin-Charlottenburg) est une gare ferroviaire berlinoise reliant différents moyens de transport des lignes régionales (Regional-Express, Regionalbahn) et du S-Bahn. Elle est située dans le quartier de Charlottenbourg, à l'extrémité ouest de la Stadtbahn de Berlin se raccordant à la ligne de Berlin à Blankenheim.
La gare est constituée de quatre quais centraux parallèles. Deux, réservés aux trains régionaux sont à l'ouest ; les autres, réservés au S-Bahn, ont été décalés vers l'est en 2005, les rapprochant de la station de métro Wilmersdorfer Straße. Chaque quai est équipé d'un ascenseur et d'escaliers d'accès.

## Histoire

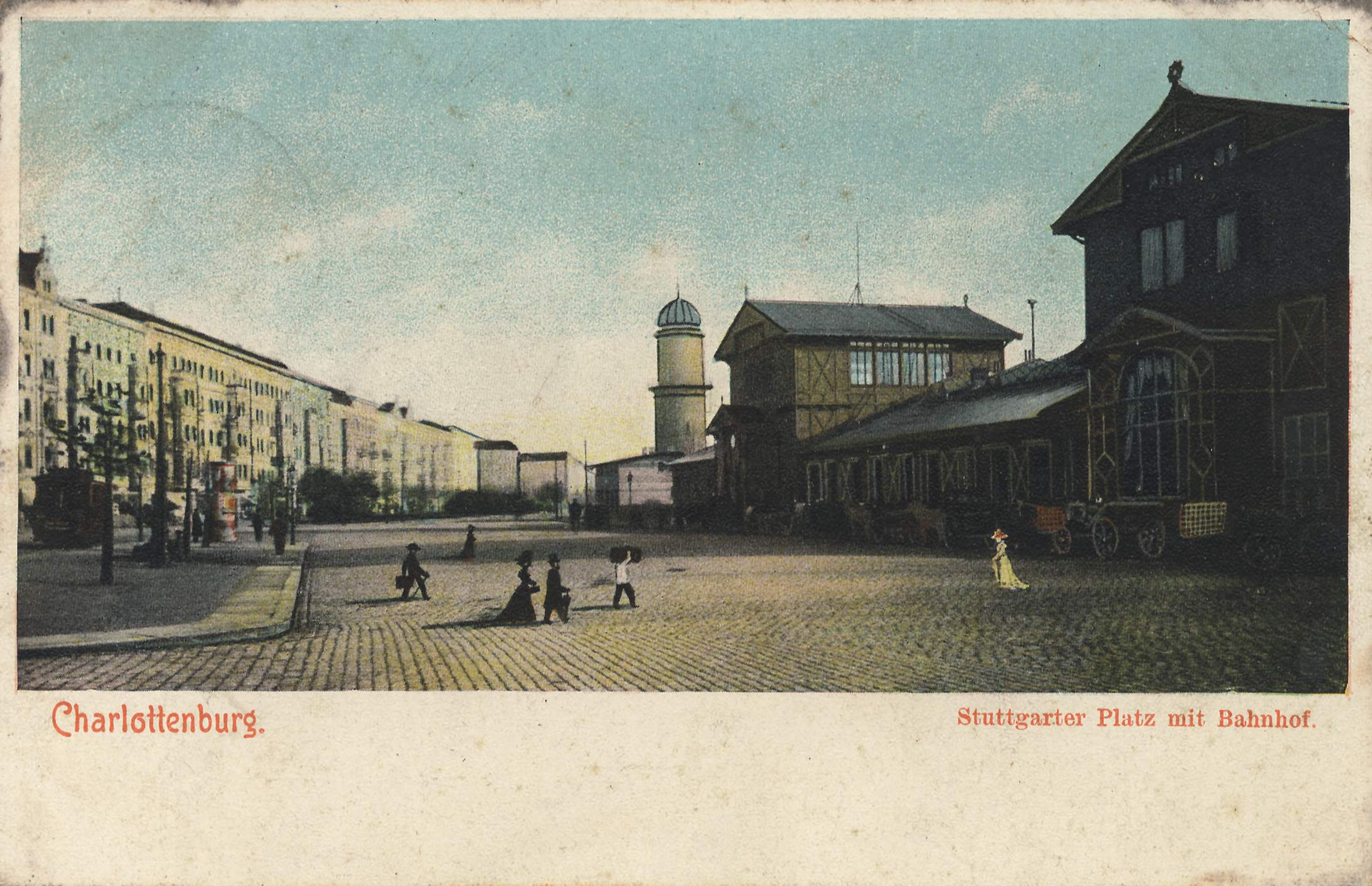
La gare de Charlottenbourg sur une carte postale, 1907.

Le 7 février 1882, la Stadtbahn menant de Charlottenbourg à la gare de Silésie fut ouverte au trafic urbain. À l'ouest, la ligne de Berlin à Blankenheim, à l'origine connectée au Ringbahn, fut prolongée jusqu'à la gare de Charlottenbourg. L'ancien bâtiment d'accueil fut sérieusement endommagé par le bombardement de Berlin pendant la Seconde Guerre mondiale ; après la guerre, il n'a été réparé que provisoirement, puis fut démoli lors de la construction d'un nouveau passage souterrain. Le nouveau bâtiment était inauguré le 6 juillet 1971.
En 2010, la gare a été rénovée dans le cadre des mesures de relance (Konjunkturpaket I) et sa consommation d'énergie a baissé de 41 %.

## Service des voyageurs

### Desserte

#### Grandes lignes
| Ligne            | Villes étapes |
| ---------------- | --- |
| Nightjet 456/457 | Berlin-Charlottenbourg – Gare centrale de Berlin – Berlin Gare de l'Est – Francfort-sur-l'Oder – Rzepin – Zielona Góra – Głogów – Lubin – Legnica – Wrocław – Opole – Kędzierzyn-Koźle – Racibórz - Chałupki – Bohumín – Ostrava – Břeclav – Vienne |
| Railjet 256      | Graz – Bruck an der Mur – Kapfenberg – Mürzzuschlag – Semmering – Wiener Neustadt – Vienne Meidling – Vienne – Břeclav – Gare centrale de Brno – Česká Třebová – Pardubice – Gare centrale de Prague – Prague-Holešovice – Ústí nad Labem – Děčín – Bad Schandau – Gare centrale de Dresde – Dresde-Neustadt – Elsterwerda – Doberlug-Kirchhain – Berlin Gare de l'Est – Gare centrale de Berlin – Berlin-Charlottenbourg |

#### Lignes régionales
| Ligne | Villes étapes |
| ----- | --- |
| RE1   | Magdebourg – Brandebourg – Potsdam – Berlin-Charlottenbourg – Fürstenwalde – Francfort-sur-l'Oder (– Cottbus)                                           |
| RE7   | Dessau-Roßlau – Bad Belzig – Beelitz-Heilstätten – Michendorf – Berlin-Charlottenbourg – Aéroport de Berlin-Schönefeld – Rangsdorf – Wünsdorf-Waldstadt |
| RB14  | Nauen – Berlin-Spandau – Berlin-Charlottenbourg – Aéroport de Berlin-Schönefeld                                                                         |
| RB21  | Friedrichstraße – Berlin-Charlottenbourg – Berlin-Wannsee – Potsdam – Golm – Wustermark                                                                 |
| RB22  | Friedrichstraße – Berlin-Charlottenbourg – Berlin-Wannsee – Potsdam – Golm – Saarmund – Aéroport de Berlin-Schönefeld                                   |

### Intermodalité
La station de métro du U7 est située à quelques dizaines de mètres à l'est de la gare de S-Bahn, sur la Wilmersdorfer Straße.
Les lignes de bus accessibles à proximité sont le  109 (aéroport de Berlin-Tegel ↔ Hertzallee) et le  309 (Schlosspark-Klinik ↔ Wilmersdorfer Straße).